# Beringen (Schaffhausen)
Beringen je mjesto u Švicarskoj i peto po veličini mjesto kantona Schaffhausen. Mjesto leži u Klettgauu. 

## Gospodarstvo
Veće tvrtke u Beringenu su:

## Sport
- FC Beringen nogometni klub
- NK Dinamo Schaffhausen nogometni klub

## Vanjske poveznice
- Službena stranica